# 21. Klavierkonzert (Mozart)
Das 21. Klavierkonzert in C-Dur KV 467 ist ein Klavierkonzert von Wolfgang Amadeus Mozart. Nach abweichender Zählung handelt es sich um das 15. Klavierkonzert des Komponisten.

## Entstehung
Innerhalb von vier Wochen nach der Komposition des 20. Klavierkonzerts KV 466 schrieb Mozart im Frühjahr 1785 das 21. Klavierkonzert in Wien nieder. Es gehört somit zur Gruppe der großen sinfonischen Klavierkonzerte, die mit dem vorhergehenden Konzert begann. Das reich orchestrierte Werk scheint in manchen Punkten von Joseph Haydn inspiriert zu sein. Mozart schrieb das Werk für die eigenen Konzertaufführungen in Wien.

## Zur Musik

### 1. Satz: Allegro maestoso
Die Tempobezeichnung für den ersten Satz fehlt im Autograph und findet sich nur in Mozarts eigenhändigen Werkverzeichnis.
Das marschartige Hauptthema wird in dreifacher Form vorgestellt, zunächst kammermusikalisch, dann tutti und abschließend kontrapunktisch. Zwischen diesen Varianten des Hauptthemas taucht kurz ein ebenfalls heiteres zweites Thema auf. Die nun folgende Soloexposition berührt das auf das Orchester zugeschnittene Hauptthema nur flüchtig und führt anschließend ein drittes Thema ein, welches sich aus dem vorweggenommen, späteren Hauptthema der 40. Sinfonie KV 550 in g-Moll entwickelt. Die Durchführung stellt das künstlerische Zentrum des Satzes dar. Sie arbeitet mit zwei Motiven aus dem Hauptthema und verbindet diese mit neuen Gedanken. Gegen Ende der Durchführung taucht ein Orgelpunkt in den Mittelstimmen auf, welcher zur Reprise führt. Diese Vorgehensweise wird später für Franz Schubert charakteristisch werden. Das orchestrale Hauptthema dominiert auch die Reprise, was ein deutlicher Hinweise darauf ist, dass es sich um ein sehr sinfonisches Klavierkonzert handelt. Die ausgedehnte Solokadenz streift das Hauptthema und wendet sich dann wieder dem g-Moll-Thema aus der Exposition zu. Das abschließende Orchesterritornell lässt den Satz mit dem Hauptthema optimistisch verklingen. Der Satz endet jedoch nicht in Forte, was einen besseren Übergang zum anschließenden Andante ermöglicht.

### 2. Satz: Andante
Die auf den G-Saiten spielenden Violinen verleihen dem Satz einen beinahe schwebenden und entrückten Charakter. Er ist die künstlerische Weiterentwicklung des ähnlich beginnenden Andantes aus dem 6. Klavierkonzert KV 238 von 1776. Der Satz gilt als Beispiel für den kantablen Charakter vieler Andantesätze Mozarts. Die nahezu durchgehende Triolenbewegung der Begleitung, verbunden mit zarten Pizzicati, verleiht dem Satz eine Gleichmäßigkeit und begleitet eine unendliche Melodie, welche immerfort weiterfließt. Formal gesehen handelt es sich bei diesem Andante um eine stark komprimierte Sonatensatzform.
Das Soloklavier übernimmt nach der rein orchestralen Einleitung sowohl das Thema als auch die Triolenbegleitung. Ein zweiter Gedanke in f-Moll schließt sich an, ohne den Fluss zu unterbrechen. Ein kurzer durchführungsähnlicher Teil geht wenig thematisch vor und kann zum Typus der Phantasiedurchführung gezählt werden. Nach einer kurzen Coda verklingt der ergreifende Satz, ohne dass die Melodie einmal aufgehört hat weiterzufließen. Selbst die Triolenbewegung setzt nur zweimal kurz aus.
Das Hauptthema des zweiten Satzes gelangte international zu besonders großer Popularität, da es als Filmmusik im Film Elvira Madigan verwendet wurde. Daraufhin bürgerte sich mancherorts die anachronistische Bezeichnung Elvira Madigan für dieses Konzert ein, obwohl die betreffende Dame etwa 100 Jahre später lebte und der Film aus dem 20. Jahrhundert stammt. Außerdem wurde der zweite Satz durch seine Verwendung im Film James Bond 007 – Der Spion, der mich liebte bekannt.

### 3. Satz: Allegro vivace
Das Finalrondo vermischt Rondoform mit Sonatensatzform in nie dagewesener Art und Weise. Das vergnügte, fast ausgelassene Refrainthema wird im Orchester vorgestellt und anschließend vom Soloklavier, nach einem kurzen Entrée, übernommen. Das erste Couplet bringt einen vergnügt-sprunghaften zweiten Gedanken. Nach der Wiederholung des Refrainthemas folgt kein regelgerechtes zweites Couplet. Stattdessen folgt eine Durchführung, in welcher das Refrainthema unter anderem kurz nach Moll gewendet und mannigfaltig verarbeitet wird. Anschließend wird das Refrainthema erneut wiederholt; ebenso kehrt das Entrée des Solisten in variierter Form wieder. Die Solokadenz geht motivisch vor und verarbeitet in der Hauptsache das Thema des ersten Couplets. Der vergnügte Satz endet in jubelnden Akkorden von Klavier und Orchester.

## Stellenwert
Das 21. Klavierkonzert stellt einen großen inhaltlichen Gegenpunkt zu seinem direkten Vorgänger, dem 20. Klavierkonzert KV 466, dar. Dem düsteren Vorgänger in d-Moll wird hier ein C-Dur-Werk mit großer Orchesterbesetzung und glänzender sowie heiterer Thematik gegenübergestellt. Wie bereits der Vorgänger gehört dieses Werk zu den sinfonischen Klavierkonzerten, ein Typus, den Mozart im d-Moll-Konzert erreicht hatte. Die orchestralen Anteile sind sehr groß; das Soloklavier übernimmt an einigen Stellen nur begleitende Funktion. So ist beispielsweise das Hauptthema des ersten Satzes ein stark orchestrales Thema, das vom Klavier auch nur flüchtig aufgenommen wird. Ein drittes Thema nimmt die Thematik der g-Moll-Sinfonie KV 550 vorweg, die erst drei Jahre später entstand.
Die Orchesterbesetzung ist um Trompeten und Pauken erweitert, was letztmals im Klavierkonzert KV 451 vorgekommen war. In formaler Hinsicht treibt Mozart die vorher in vielen Konzerten praktizierte Verquickung von Rondoform und Sonatensatzform im letzten Satz hier auf die Spitze. Das zweite Couplet fällt beispielsweise einer großen Durchführung zum Opfer. Mozart beweist hiermit erneut, dass er in der Lage ist, die üblichen Formprinzipien kreativ zu interpretieren und seinen Kompositionsidealen anzupassen.

## Trivia
Der Sänger und Songwriter Neil Diamond wurde nach eigener Aussage durch dieses Konzert zu seinem Titel Song Sung Blue inspiriert.